# Pawel Iwanowitsch Melnikow

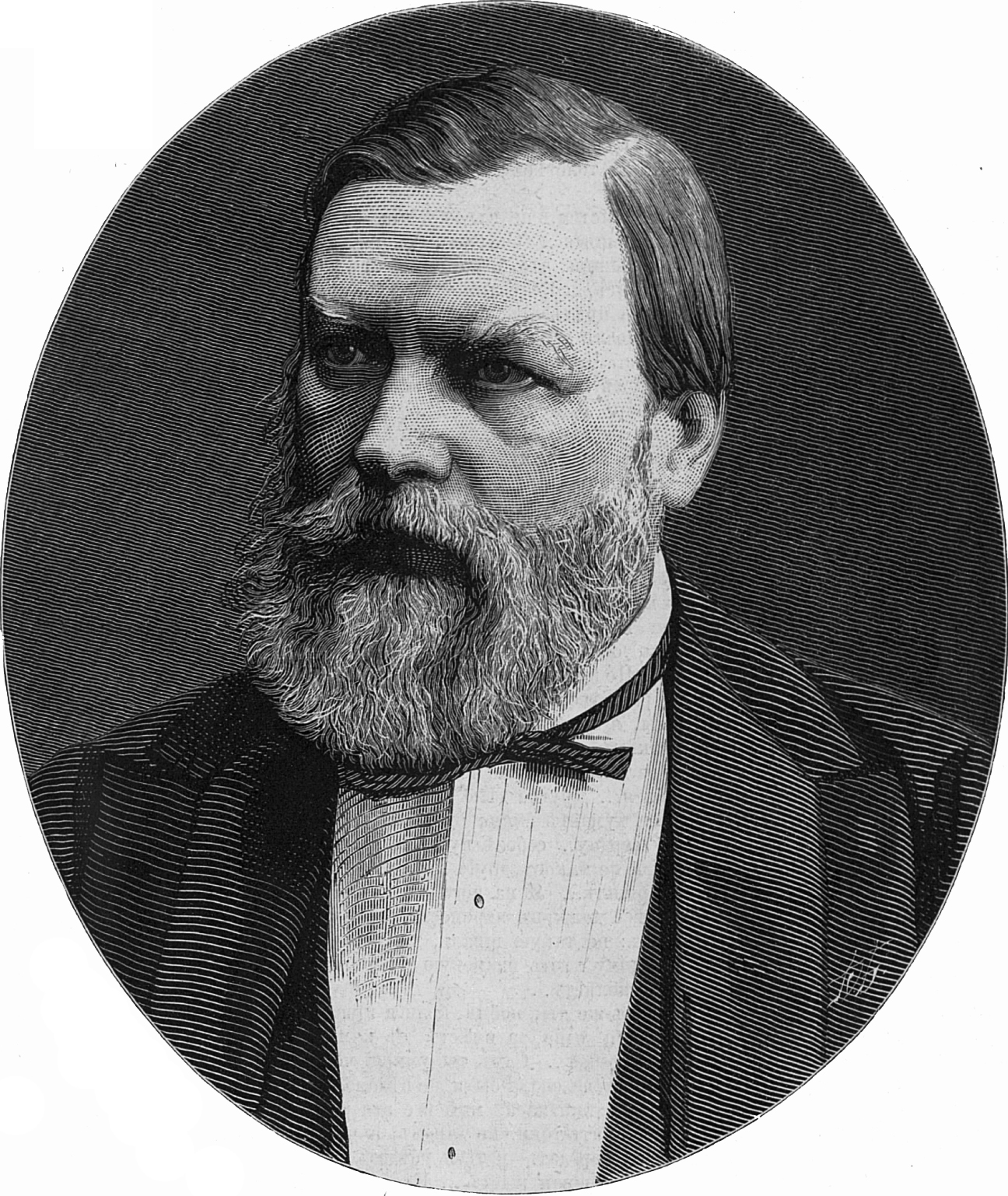
Pawel Melnikow; Abbildung aus der russischen Illustrierten Vsemirnaja Illjustracija (Band 29.1883, № 735; S. 153)

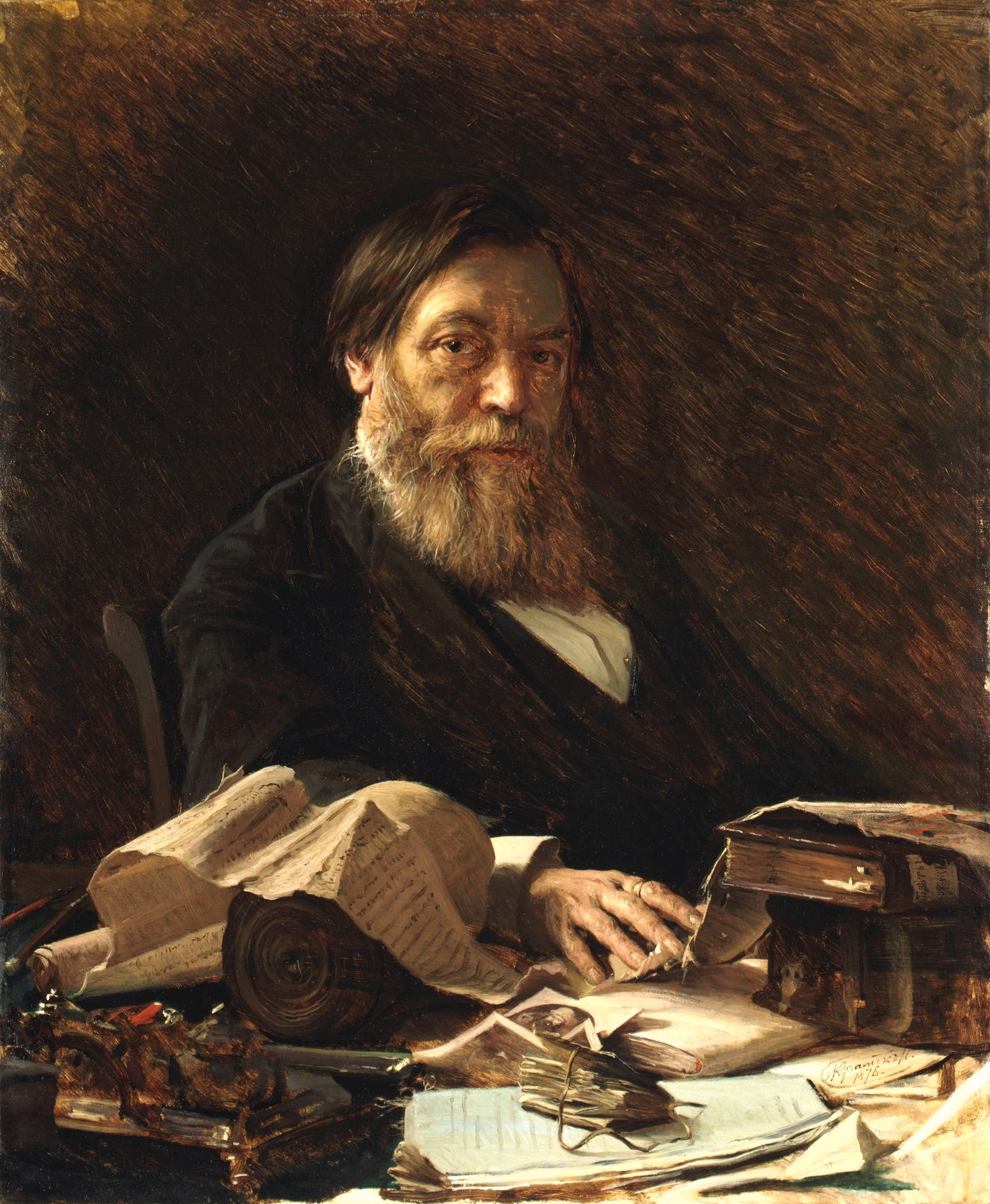
Pawel Melnikow – Gemälde von Iwan Kramskoj

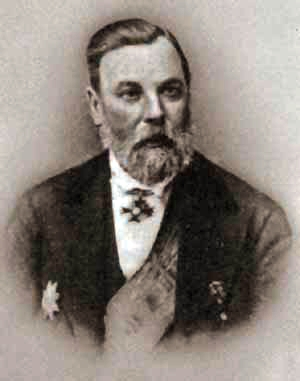
Pawel Melnikow

Pawel Iwanowitsch Melnikow (russisch Павел Иванович Мельников, wiss. Transliteration Pavel Ivanovič Mel'nikov, Pseudonym: Andrei Petscherski, russisch Андрей Печерский; * 25. Oktoberjul. / 6. November 1818greg. in Nischni Nowgorod; † 1. Februarjul. / 13. Februar 1883greg. ebenda) war ein russischer Schriftsteller, der für seinen zweiteiligen Roman In den Wäldern und Auf den Bergen bekannt ist, der das Leben von russischen Altgläubigen im Wolgagebiet Sawolschje beschreibt. Der Roman In den Wäldern hatte großen Einfluss auf Nikolai Andrejewitsch Rimski-Korsakow und dessen Oper Die Legende von der unsichtbaren Stadt Kitesch und von der Jungfrau Fewronija.
Von der Wahl seiner Stoffe her wird Melnikow häufig mit Nikolai Leskow verglichen.
Viele Werke erschienen unter seinem Pseudonym Andrei Petscherski, weshalb er in einigen Literaturgeschichten auch Pavel Melnikow-Petscherski genannt wird.

## Leben und Werk
Melnikow studierte zunächst Lehramt und unterrichtete mehrere Jahre in einem Gymnasium in Perm, später in Nischni Nowgorod. Abseits seiner beruflichen Tätigkeit betrieb er ethnologische und kulturgeschichtliche Studien, insbesondere unter den Nachkommen der eine Reihe Studien über die Altgläubigen oder Raskolniki, die in den 1860er Jahren im Russki Westnik erschienen. Aufgrund dieser Spezialkenntnisse wurde er in die Distriktverwaltung des Wolgagebiets versetzt und von Dienstwegen auf diverse Erkundungsreisen in die Gebiete der Altgläubigen geschickt und arbeitete so auch mit der russischen Geheimpolizei zusammen, die brutal gegen die religiösen Sektierer vorging, da sich diese Bestrebungen der Missionierung erfolgreich, vor allem aber auch argumentativ schwer zu entkräftigen, entgegensetzte.

Über die Betätigung des dem Staatssicherheitsdienst (Ochrana) eng verbundenen Melnikow in der ethnographischen Sektion der Russischen Geographischen Gesellschaft berichtet der Baer-Biograph Raikov: 

„Er war ein fleißiger Forscher auf dem Gebiet des völkischen Brauchtums, schrieb in sympathisierendem [319] Sinne Romane aus dem Leben der russischen Sektierer – der Raskol'niki –, was ihn im übrigen jedoch nicht daran hinderte, als Beamter für besondere Aufträge bei einer Gouvernementsregierung die gleichen Raskol'niki unbarmherzig zu verfolgen. Es ist verständlich, daß Baer es ablehnte, mit Menschen einer derartigen Gesinnung zusammenzuarbeiten.“

Seine erste literarische Arbeit, eine Novelle, erschien im Jahr 1840 in einer Petersburger Zeitschrift. Melnikow selbst war von seiner Arbeit wenig überzeugt, sodass er über ein Jahrzehnt nichts weiter veröffentlichte. Erst 1852 erschien in der slawophilen Zeitschrift Moskwitjanin seine Novelle Die Krasilnikows, die das Thema Väter und Söhne zum Inhalt hatte. 1857 erschien im Russki Westnik seine Novelle Aus alten Zeiten, ein »Kultur- oder Unkulturbild« aus dem 18. Jahrhundert über einen Gutsbesitzer namens Fürst Andrej Saborowskij, der auf seinen Gütern sich wie Iwan der Schreckliche im Kleinen gebährdet, für den es »keine andern Gesetze gibt als seine Launen«. 1858 folgte eine Reihe weiterer Erzählungen (Großvater Polykarp, Der Bärenwinkel u. a.) ebenfalls im Russki Westnik. Als der Verfasser diese Novellen auch in Buchform veröffentlichen wollte, wurde die Sammlung von der Zensur verboten. Daraufhin publizierte Melnikow ganze zehn Jahre keinen literarischen Text.
1868 erschien eine erste längere Erzählung aus dem Leben der Altgläubigen unter dem Titel Jenseits der Wolga (Za Volgoj, За Волгой). Dieser Roman ist gleichsam eine Vorstudie zu seinen zwei großen, inhaltlich eng miteinander verbundenen Romanen In den Wäldern (W ljesach, В лесах; 1872) und In den Bergen (Na gorach, На горах; 1875-80). In diesen beiden Romanen, die zusammen acht Bände umfassen, hat Melnikow den gesamten Stoff, den er über die Jahre gesammelt und bisher nur in seiner beruflichen Tätigkeit genutzt hatte, künstlerisch, ethnographisch, kulturgeschichtlich und psychologisch vergleichbar instruierend wie fesselnd aufbereitet.

## Werke
- Die alten Zeiten : Erzählungen (1857) (Dt. von Johannes von Guenther. Hamburg ; München : Ellermann 1962)
- In den Wäldern (1868–1874)
  - In den Wäldern : Ein russischer Volksroman aus dem Leben der Altgläubigen von A. Petscherski. Bearbeitet nach dem Original von L. v. d. Oelsnitz. Berlin : Otto Janke 1878 (Romane des Auslandes : belletristische Zeitschrift ; enthaltend die besten Romane des Auslandes in guten Übersetzungen 1878 Bd. I)
  - Berlin : Union-Verl. VOB 1970. Der dt. Text wurde unter d. Mitarb. von Irene Quaassdorff auf d. Grundlage d. von Eva-Maria Bachmann u. Gisela Schröder angefertigten Übers. hergestellt
- Auf den Bergen (1875–1881) (2021: keine Übersetzung nachweisbar)
- Die Namenstagspastete : zwei Erzählungen. Aus dem Russ. von Johannes von Guenther. Göttingen : Steidl 1997